# إنالابريل
إنالابريل (بالإنجليزية: Enalapril)‏ هو خافض ضغط الدم من زمرة مثبط الأنزيم المحول للأنجيوتنسين، يسوق من قبل شركة ميرك تحت الأسماء التجارية رينيتيك (بالإنجليزية: Renitec)‏ وفاسوتيك (بالإنجليزية: Vasotec)‏

## آلية التأثير
يمنع بشكل تننافسي الإنزيم المُحول للأنجيوتنسين 1 من تحويل الأنجيوتنسين 1 إلى الأنجيوتنسين 2 وهو مادة مقبضة قوية للأوعية الدموية وجزء من نظام الجسم الطبيعي للحفاظ على الضغط الدموي مرتفع بما يطفي لتحقيق تروية مناسبة للأعضاء.
والنتائج السريرية لهذا المنع التنافسي لهذا الإنزيم هي انخفاض الصوديوم والاحتفاظ بالسوائل وانخفاض ضغط الدم وزيادة إدرار البول.

## الاستعمالات
يستعمل الإنالابريل لعلاج فرط ضغط الدم وفشل القلب الاحتقاني المصحوب بالأعراض. بالمشاركة مع المدرات والديجتال ولعلاج الخلل الوظيفي للبطين الأيسر بعد احتشاء العضلة القلبية.

## الاستعمالات غير الرسمية
علاج الاعتلال الكلوي السكري، وعلاج فرط الضغط الدموي الطفلي، وعلاج النوبة الكلوية في تصلب الجلد.

## الجرعة
لضغط الدم يبدأ بجرعة 2,5 إلى 5 ملغ يوميًا مع معايرة الضغط ثم يستمر المريض عادة بجرعة 10 إلى 40 ملغ باليوم بجرعة واحدة أو مجزأة على دفعتين.

## التآثرات (التداخلات)
ألوبيورينول تزداد احتمالية فرط التحسس بتناولهما معاً
مضادات الحموضة قد ينخفض التوافرالحيوي للإينالأبريل، ولذلك يجب فصل تناول مضاد الحموضة عن وقت تناول الإنالأبريل بساعة أو ساعتين.
ديجوكسين زيادة مستويات الديجوكسين بالدم.
الإندوميتاسين التأثيرات الخافضة للضغط قد تنقص الليثيوم زيادة مستويات الليثيوم واحتمال حدوث تسمم به.
البوتاسيوم ومدرات مستبقية للبوتاسيوم قد تزيد مستويات البوتاسيوم في المصل

## التفاعلات الضارة
القلبية الوعائية : ألم صدري، احتشاء عضلة القلب، انخفاض الضغط، تسرع قلبي، غشي، التهاب وعائي،
جملة عصبية مركزية ألم رأس، دوار، دوخة، تعب، وهن.
الدم نقص الهيموغلوبين، والهيماتوكريت، وقلة العدلات، وندرة المحببات، وقلة الصفحيات وكثرة اليوزينيات، فرط بوتاسيوم الدم.
التنفس التهاب القصبات، سعال مستمر، ضيق التنفس،
وقد يحدث حرارة، أو ألم عضلي، أو ألم مفصلي، أو التهاب المفصل.

## احتياطات
- الحمل : من الفئة د (في الأثولوث الثاني والثالث)، ومن الفئة ج (الأثلوث الأول)
- الإرضاع : يفرز الدواء في الحليب.
- الأطفال : لم يؤكد الفعالية والسلامة.
- وذمة وعائية : قد تحدث؛ ولذلك يجب استعمال الدواء بحذر شديد مع المرضى الذين لديهم تاريخ عائلي للإصابة بالوذمة الوعائية.
- سعال : قد يحدث سعال جاف ومزمن أثناء العلاج، واحتمال حدوث هذا السعال أكبر عند النساء.

انخفاض الضغط من أول جرعة : قد تحدث انخفاضات ضغط كبيرة من أول جرعة وبالأخص في المرضى المستنفدين من الملح أو الحجم (حجم الدم) أو المصابين بالفشل القلبي وللك يجب مراقبة المريض عن قرب أو ساعتين على الأقل من بداية استعمال الدواء وخلال أول أسبوعين من المعالجة، ويمكن خفض الاختطار بتخفيض جرعة المدرات، أو خفض الجرعة، أو زيادة الملح المتناول قبل أسبوع تقريباً من ابتداء العلاج
بالإينالأبريل.
يحدث أحياناً قلة العدلات وندرة المحببات والاختطار يزيد مع الاعتلال الكلوي والفشل القلبي وكبت المناعة؛ ولهذا يراقب تعداد الكريات البيض بشكل متكرر.
الاختلال الكلوي تخفض جرعة الدواء وعدد مرات إعطائها، وفي القصور الكلوي توجد مستويات مرتفعة من نتروجين يوريا الدم وكرياتنين المصل بسبب من إرواء الكلية غير الكافي؛ ولذا راقب الوظيفة الكلوية خلال الأسابيع الأولى من المعالجة وعدل الجرعة.

## إرشادات
- يمكن تناول الدواء بغض النظر عن الوجبات
- سجل وزن المريض عند بداية العلاج
- راقب ضغط المريض ونبضه قبل المعالجة وبانتظام خلالها.
- حدوث انخفاض كبير في الضغط الدموي يستدعي الاتصال بالطبيب ومتابعة تعليماته.
- اتصل بالطبيب فوراً إذا ظهرت علامات زيادة السوائل (زيادة وزن، ضيق تنفس، خراخر كركرية، توسع الوريد الرقبي)
- اتصل بالطبيب إذا حصل دوار أو دوخة أو تعب.
- استخدم وسائل علاج فرط ضغط الدم الطبيعية كخفض وزن الجسم وأداء التمارين وتحمل الكرب والتوقف عن التدخين
- يجب تنبيه المريض إلى احتمال تعطل الإحساس الذوقي، وحدوث سعال جاف
- يجب ألا ينهض المريض أو يغير وضعه بسرعة

## اقرأ أيضاً
- خافضات ضغط الدم
- الفيرباميل
- أملودبين
- أتينولول
- فوزينوبريل
- كابتوبريل